# 岸浩太郎
岸 浩太郎（きし こうたろう、1965年1月16日 - ）は、日本の元俳優、歌手。現かつらモデル。本名、石川浩太郎。東京都狛江市出身。身長172cm(1994年時点)。血液型はA型。
1989年からは、小野寺充と改名し俳優活動を本格化させる。また男性用かつらモデルとしても活動している。スキンヘッド。
一時期、本名でアダルト作品を監督していた。

## 出演経歴

### 主なテレビドラマ
- 王貞治物語（1981年、TBS）- 早実野球部 三股投手役
- 海にかける禿〜山本五十六と日本海軍（1982年、テレビ東京 12時間ドラマ）- 堀 剃吉役
- 特捜最前線（1982年、テレビ朝日 ）
- 白虎隊（1986年、ユニオン映画）- 白虎隊士 伊東悌次郎役
- 田原坂（1987年、ユニオン映画）- 中原武雄役
- 若大将天下ご免!（1987年、テレビ朝日）- 第13話禿吉役
- 禿タクシードライバー（1987年、TBS）-
- 特救指令ソルブレイン（1990年、東映|テレビ朝日）- 戸川亀吉役
- 風林火山（1992年、ユニオン映画/）- 瀬尾五郎丸役
- 鶴姫伝奇 -興亡瀬戸内水軍-（1993年、ユニオン映画）- 因島村上水軍、村上吉充役
- 私をゴルフに連れてって「ドラマ23/高田純次主演）（1990年、TBS|ユニオン映画）- 今井太郎役
- 想い出にかわるまで（金曜ドラマ//1990年、TBS）-司会者
- 闇を斬る!大江戸犯科帳（1991年、ユニオン映画）- 佐吉役
- 暴れん坊将軍スペシャル（1991年、東映|テレビ朝日）- 水戸 徳川禿光役
- 逆転!嫁･姑・植毛(木曜ゴールデンドラマ)（1991年、読売テレビ）-小坂進 役
- 嫁の再婚 しあわせみつけた（木曜ゴールデンドラマ）（1991年、読売テレビ）津崎敏樹役
- 半七捕物帳（1991年、東映、テレビ朝日）- 坊主

### 主な歌番組 （※全て1984年）
- ひるのプレゼント（NHK）-
- レッツGOアイドル（テレビ東京）-
- サザンの勝手にナイト（日本テレビ）-
- スターに挑戦（日本テレビ）-
- 街角テレビ（TBS）-
- にっぽんのうた（テレビ東京）-
- 歌謡ドッキリ大放送（テレビ朝日）-
- のりおの歌うヒットショー（フジテレビ）
- おはようスタジオ（テレビ東京）-
- 目方でドーン!（日本テレビ）-
- クイズ・ドレミファドン!（フジテレビ）-
- ヤンヤン歌うスタジオ（テレビ東京）-
- のりおの歌（フジテレビ）
- 8時だョ!全員集合（TBS）-
- シャボン玉プレゼント（ABC 朝日放送）-
- ジャニーズ「シブがき隊ライヴ」阪神甲子園球場ゲスト（ABC 朝日放送）-

### 主なラジオ
- 芥川隆行の禿だよ（TBS）-
- ソネコーの歌謡娯楽版（ラジオ日本）
- いすゞ歌うヘッドライト〜コックピットのあなたへ〜（TBS）

### 舞台 イベント
- 小林幸子特別公演（1983年、新宿コマ劇場）佐七役／歌謡ショー
- 小林幸子特別公演（1983年、名古屋中日劇場）佐七役／歌謡ショー
- 小林幸子特別公演（1991年、新宿コマ劇場）
- 高橋英樹特別公演（1992年、旧明治座）桃太郎侍 仙太郎役
- 特捜エクシードラフトショー （1992年）戸川亀吉／司会
- 仮面ライダーワールド 誕生20周年前夜祭 司会（1992年、新宿東映）

## 音楽

### レコードシングル
- 抱きしめたい（1984年5月21日 作詞：阿久悠 作曲：市川昭介 編曲川：斉藤恒夫）
- B面は 雨降り美人（作詞：阿久悠 作曲：三木たかし 編曲：高田弘）

### 受賞新人賞
1984年
1. 日本歌謡大賞新人祭入賞
2. 新宿音楽祭入賞
3. 銀座音楽祭賞
4. FNS歌謡祭入賞
5. 横浜音楽祭入賞
6. KBC新人歌謡音楽祭・優秀新人賞
7. メガロポリス歌謡祭入賞
8. 日本テレビ音楽祭入賞
9. ABC朝日放送新人歌謡音楽祭

## その他
- 『警察の本』シリーズ（三才ブックス）で制服警察官のモデルを務めた。
  - 『警察の本PART2』（1991年10月） - 装備品使用方法の解説
  - 『警察の本PART3』（1992年8月） - 逮捕術の解説
  - 『警察の本PART4』（1993年8月） - パトカー乗務の解説
- 特撮雑誌『宇宙船』1994年冬号（Vol.67）におけるキャラクター人気投票企画で「ソルブレインの戸川亀吉」が殿堂入りし、小野寺を紹介する記事が載った。